# Kienaden
Kienaden ist ein Gemeindeteil der Gemeinde Bergkirchen im oberbayerischen Landkreis Dachau. Der Weiler liegt circa einen Kilometer westlich von Günding und ist über die Kreisstraße DAH 5 und den Kienadenweg zu erreichen.